# Кършехир (вилает)
Кършехир (на турски: Kırşehir) е вилает в Централна Турция. Административен център на вилаета е едноименният град Кършехир.
Вилает Кършехир е с население от 238 807 жители (оценка от 2006 г.) и обща площ от 6570 кв. км. Вилает Кършехир е разделен на 7 общини.

## Население
Численост на населението според преброяванията през годините:
| Година | Численост |
| 1990   | 256 684   |
| 2000   | 253 239   |
| 2011   | 221 935   |